# Graham Hawkes
Graham Hawkes (* 23. prosince 1947 Londýn) je námořní inženýr a konstruktér ponorek. Během osmdesátých a devadesátých let 20. století navrhl 70 % ze všech ponorných plavidel s lidskou posádkou a do roku 2007 byl držitelem světového rekordu v sólovém ponoru do hloubky 910 metrů v ponorce Deep Rover. Je konstruktérem prvního robotického kulometu, který byl první zbraní, kterou navrhl.

## Kariéra
V roce 1976 navrhl hloubkový potápěčský oblek Wasp. O dva roky později navrhl jednočlennou ponorku Mantis, která byla použita ve filmu Jen pro tvé oči.
V roce 1982 společně s manželkou Sylvií Earle založili společnost Deep Ocean Engineering se sídlem v San Leandru. Ve stejném roce založil další společnost Deep Ocean Technology a navrhl první ze série ponorek Deep Rover, která byla použitá ve filmu Tajemné hlubiny. V následujícím roce dokončil ponorku Challenger, která byla schopna ponořit se do hloubky 1 500 metrů. V roce 1985 tým společnosti Deep Ocean Engineering navrhl a postavil výzkumnou ponorku Deep Rover, která se dokázala ponořit do hloubky 1 000 metrů.
V roce 1991 se dostal na stránky novin, když se předpokládalo, že spolu s jeho týmem objevil pozůstatky Letu 19, pohřešovaného od roku 1945 v Bermudském trojúhelníku. V roce 1996 opustil společnost Deep Ocean Engineering a založil novou společnost Hawkes Ocean Technologies. V roce 2000 dokončil DeepFlight Aviator, první ponorné plavidlo, které při potápění spoléhá na hydrodynamické síly na křídlech. Byl to také první výzkumný ponorný přístroj, který pod vodou dosáhl rychlosti 10 mil za hodinu. První kus tohoto typu byl pojmenován "Duch Patrika". V roce 2010 dokončil návrh designu ponorky DeepFlight Merlin, který byl pojmenován Necker Nymph a předán Richardu Bransonovi.